# Aérodrome de Barra del Colorado
L'aérodrome de Barra del Colorado (code IATA : BCL • code OACI : MRBC) est un aéroport desservant Barra del Colorado, une ville située dans le canton de Pococí, province de Limón, au Costa Rica.

## Situation
| \| 50 km1:1 721 000 \| Bahia Drake Barra del Colorado Coto 47 Golfito Nosara Palmar Sur Puerto Jiménez Punta Islita Quépos San Isidro de El General Tamarindo Tambor Tortuguero Libéria San José T. Bolaños Limón San José-J.-Santamaría |
| 50 km1:1 721 000 |

## Compagnies aériennes et destinations
| Compagnies | Destinations                    |
| ---------- | ------------------------------- |
| Nature Air | San José-T. Bolaños, Tortuguero |